# Lyssomanes fossor
Lyssomanes fossor är en spindelart som beskrevs av Galiano 1996. Lyssomanes fossor ingår i släktet Lyssomanes och familjen hoppspindlar. Inga underarter finns listade i Catalogue of Life.